# Hualanga (Huancabamba)
Hualanga es una localidad peruana ubicada en el distrito de Huarmaca, perteneciente a la provincia de Huancabamba del departamento de Piura, al norte del Perú. 

## Ubicación
Hualanga se ubica al sureste de la provincia de Huancabamba, en el distrito de Huarmaca, en el departamento de Piura.

## Demografía
En 2017 Hualanga tenía una población de 33 habitantes.